# Tom Dillehay
Tom Dillehay (Los Angeles, États-Unis, 1945) est un archéologue et anthropologue américain, auteur de plus d’une vingtaine d’ouvrages, et dont le travail de terrain s’est situé principalement au Chili et dans d’autres pays d’Amérique du Sud, notamment au Pérou (plus particulièrement sur le site de fouilles de Nanchoc). Son œuvre la plus connue toutefois reste les excavations qu’il mena à partir de 1977 sur le site archéologique de Monte Verde, dans le sud du Chili, et les études qu’il y effectua aux côtés du géologue chilien Mario Pino.

## Carrière d’enseignant et de chercheur
Après obtention d’un doctorat en anthropologie à l’université du Texas, Tom Dillehay enseigna à l’université du Kentucky et à l’université Vanderbilt, puis, à partir de 1976, à l’université catholique de Temuco. Entre 1977 et 1979, il fut directeur du département d’Histoire et d’Anthropologie de l’université australe du Chili à Valdivia. Le 14 mars 2016, l’université Saint-Sébastien de Puerto Montt au Chili lui conféra le titre de Doctor Scientiae et Honoris Causa, en hommage à l’importante contribution de ses travaux « au continent, au pays et à la région ».
Ses principaux domaines d’intérêt sont les migrations, les processus au long cours de transformation politique et économique, et les méthodologies interdisciplinaires et historiques propres à étudier ces processus. À l’heure actuelle (2017), il dirige différents projets interdisciplinaires portant sur les interactions à long terme, humaines et environnementales, dans la zone littorale nord du Pérou, et sur l’identité politique et culturelle des Indiens mapuche au Chili.

## Fouilles de Monte Verde
Le site archéologique de Monte Verde, sis dans la commune chilienne de Puerto Montt, sur les rives du ruisseau Chinchihuapi (région des Lacs), a permis de faire remonter la présence humaine sur le continent américain à une date située entre 12 500 et 33 000 av. J.–C. Les découvertes faites sur ce site, conjuguées à des indices d’une culture semi-sédentaire, sont venues démentir le dénommé consensus de Clovis, théorie qui avait prévalu jusque-là durant tout le XXe siècle et qui affirmait que le peuplement de l’Amérique avait eu lieu à partir de 13 500 av. J.–C. et avait été le fait de chasseurs nomades. Les recherches de Monte Verde, s’ajoutant à celles réalisées par d’autres équipes dans des lieux comme Topper, Pedra Furada ou Cuenca del Valsequillo, ont fourni le socle sur lequel fut bâtie la nouvelle théorie du peuplement précoce.
Monte Verde, quoique réfuté pendant de longues années, sera le premier site archéologique pré-Clovis à bénéficier de la reconnaissance d’une commission d’investigation en 1997, ce qui finit par mettre un terme au consensus de Clovis. Le site fut déclaré Monument historique archéologique du Chili le 25 janvier 2008.

## Dernières recherches
Ses dernières recherches concernent la culture mapuche. Ses efforts, concomitamment avec ceux d’Américo Gordon, s’attachent à démêler l’origine et l’ethnicité des Mapuches (anciennement nommés Araucans), ainsi que le complexe d’influences culturelles qui ont convergé vers ce peuple. À ce propos, l’auteur a mis en lumière la présence en Araucanie d’éléments des cultures andines classiques, et révélé l’existence, ignorée jusque-là, d’une zone de grands tumulus mapuches préhispaniques, ou kuels, dans les environs de Lumaco. 
Cette dernière découverte a porté Dillehay à proposer une nouvelle caractérisation des Mapuches comme peuple en mesure d’édifier des monuments et ayant donc atteint des niveaux d’organisation sociale propres à permettre de telles réalisations, en particulier dans l’aire à laquelle il donna le nom de « vallée alluvionnaire de Purén ». En 2007, il publia ses conclusions dans son livre Monuments, Empires, and Resistance: The Araucanian Polity and Ritual Narratives.

## Publications (sélection)
Tom Dillehay est l’auteur de plus d’une vingtaine d’ouvrages et de plus de trois cents articles de revue spécialisée et de chapitres de livre.
- (en) Thomas D. Dillehay, The Settlement of the Americas: A New Prehistory, Basic Books, 2008 (ISBN 978-0-7867-2543-4, lire en ligne) (traduction espagnole sous le titre Monte Verde: Un asentamiento humano del pleistoceno tardío en el sur de Chile, Santiago du Chili, LOM Ediciones 2004,  (ISBN 956-282-659-7)
- (en) Tom D. Dillehay, Monuments, Empires, and Resistance: The Araucanian Polity and Ritual Narratives, Cambridge University Press, coll. « Cambridge Studies in Archaeology », 30 avril 2007 (ASIN B01FKRSY5K)
- (es) Tom D. Dillehay, « Monteverde: aportes al conocimiento del Paleoindio en el Extremo Sur », Gaceta arqueológica andina, no 1(4-5),‎ 1982
- (es) Tom D. Dillehay, en collaboration avec Peter Kaulicke, « Aproximación metodológica: el comportamiento del jaguar y la organización espacial socio-humana », Relaciones de la Sociedad Argentina de Antropología XVI, Buenos Aires, nos 27-36,‎ 1984-1985
- (es) Tom D. Dillehay, « Estrategias políticas y económicas de las etnias locales del Valle del Chillón durante el periodo prehispánico », Revista Andina, no 2,‎ 1987
- (es) Collectif, Araucanía: Presente y Pasado, Santiago du Chili, Editorial Andrés Bello, 1990, « Clasificación, uso del espacio y conocimiento ancestral en la sociedad y cultura mapuches » & « De la Etnicidad Mapuche »